# Szent József-székesegyház (Ciudad Guzmán)
A Szent József-székesegyház a mexikói Ciudad Guzmán-i egyházmegye központi temploma.

## Története
A templom alapkövét 1866. május 27-én tette le Antonio Zúñiga Ibarra, majd 34 évnyi építkezés után, 1900. október 8-án vehették használatba a hívek (igaz, ezen év január elsején már tartottak benne éjféli misét). Ekkor már Francisco Arias y Cárdenas, Zapotlán nagy jótevője volt a püspöki helynök. 1920. április 16-án, Szent Józsefnek a katolikus egyház egyetemes védőszentjévé nyilvánításának 50. évfordulója alkalmából szentelte fel Francisco Orozco y Jiménez guadalajarai érsek. A székesegyház rangot 1972-ben nyerte el.
Az 1985-ös mexikói földrengés ezt a templomot is érintette: ekkor omlott le kupolája, amelyet azóta sem építettek vissza.

## Az épület
A körülbelül téglalap alaprajzú templom Ciudad Guzmán belvárosában, a főtér déli szélén található. Homlokzata szürke kőből készült (ez főként a község északi részén található San Andrés Ixtlán-i bányából származik), háromszintes tornya az északi oldalon áll. Ennek alsó két szintjén két-két fülkében egy-egy, összesen négy szobor található. Klasszicista stílusú belsejében négy retabló található, a festményeket Rosalío González készítette 1937-ben. A főoltárhoz tartozó baldachinszerű úgynevezett ciprésben a keresztre feszített Krisztus képét őrzik. A templom, a belváros több épületéhez hasonlóan éjjeli díszkivilágítással rendelkezik.

## Képek

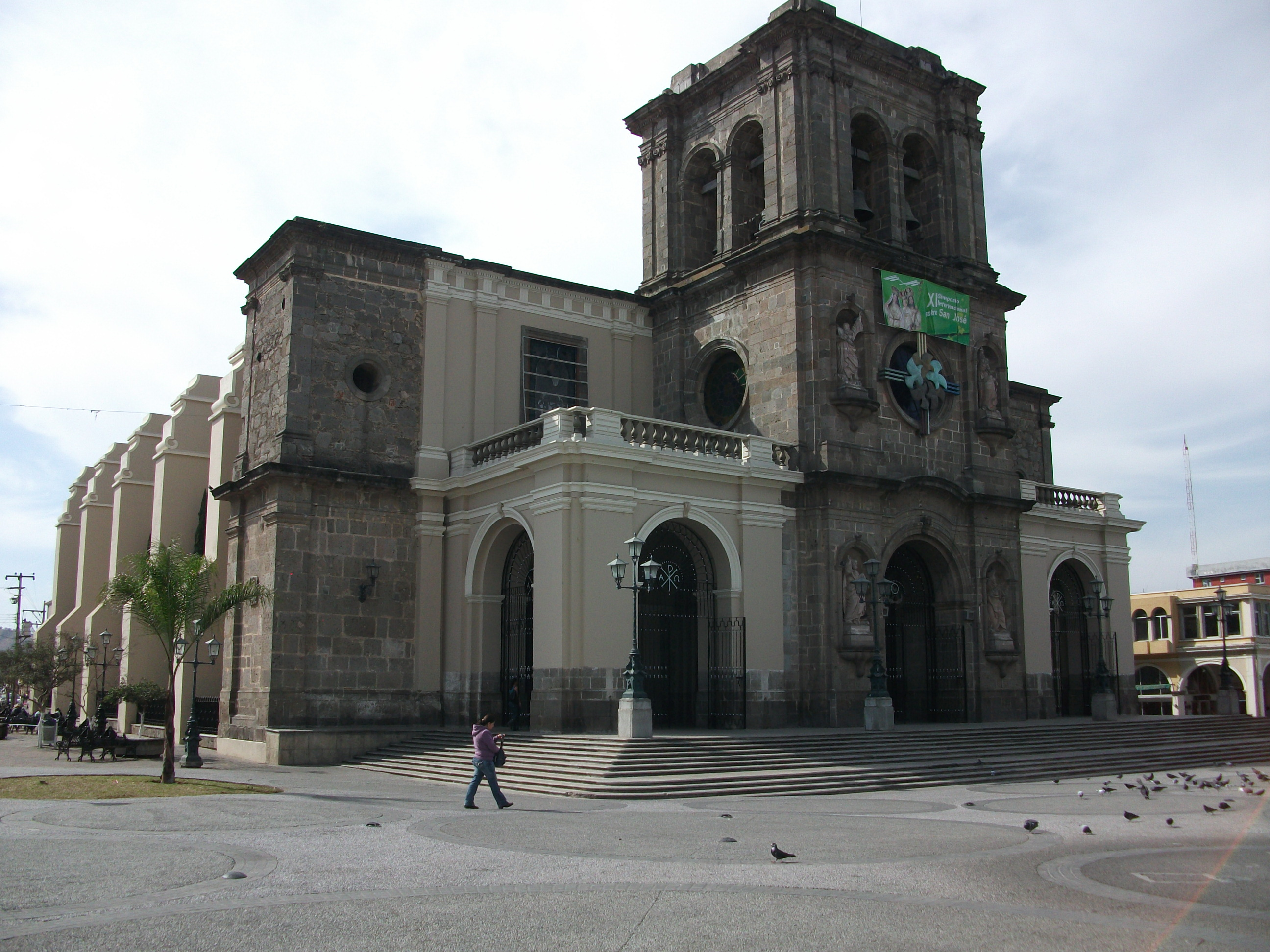
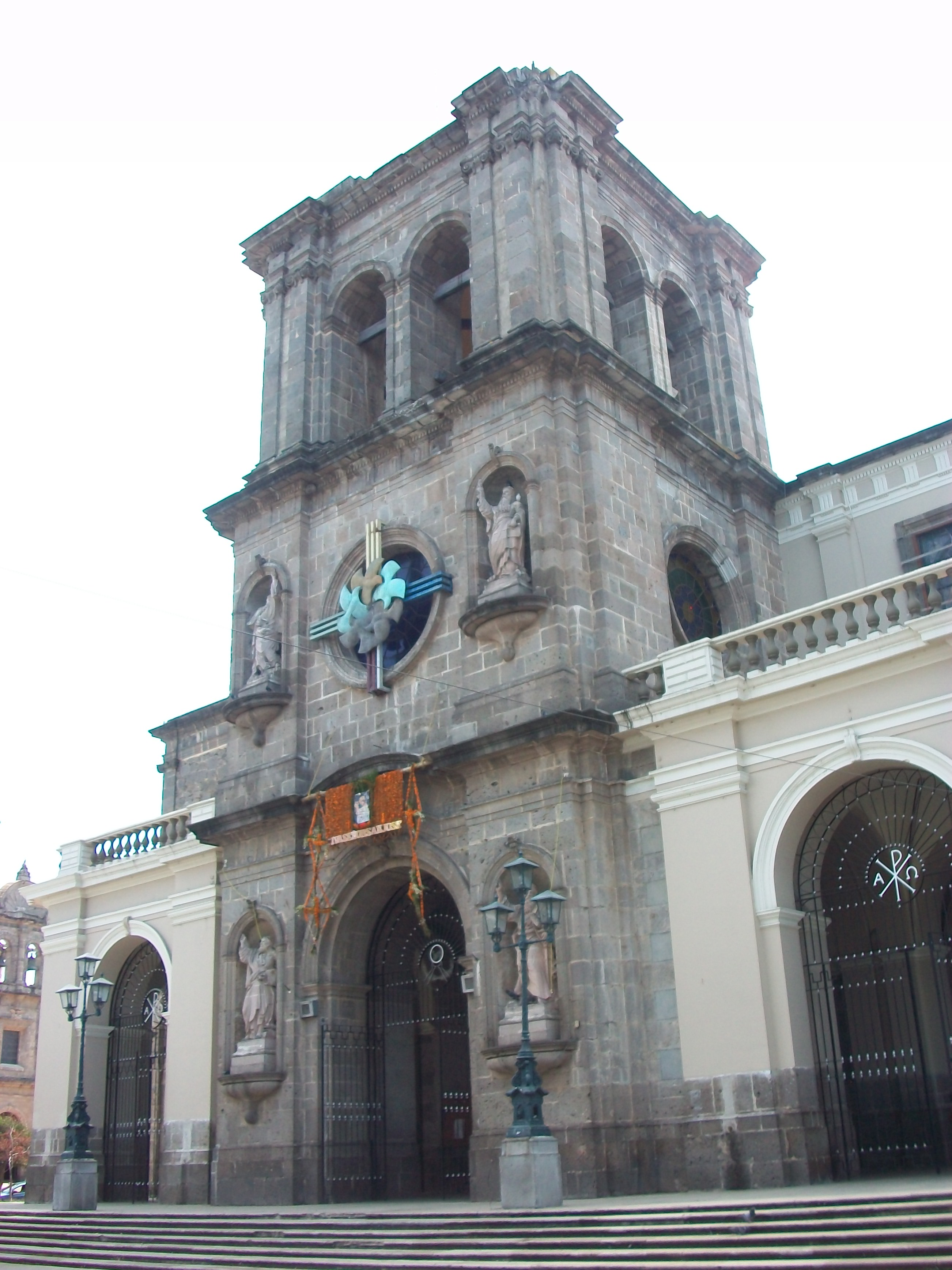
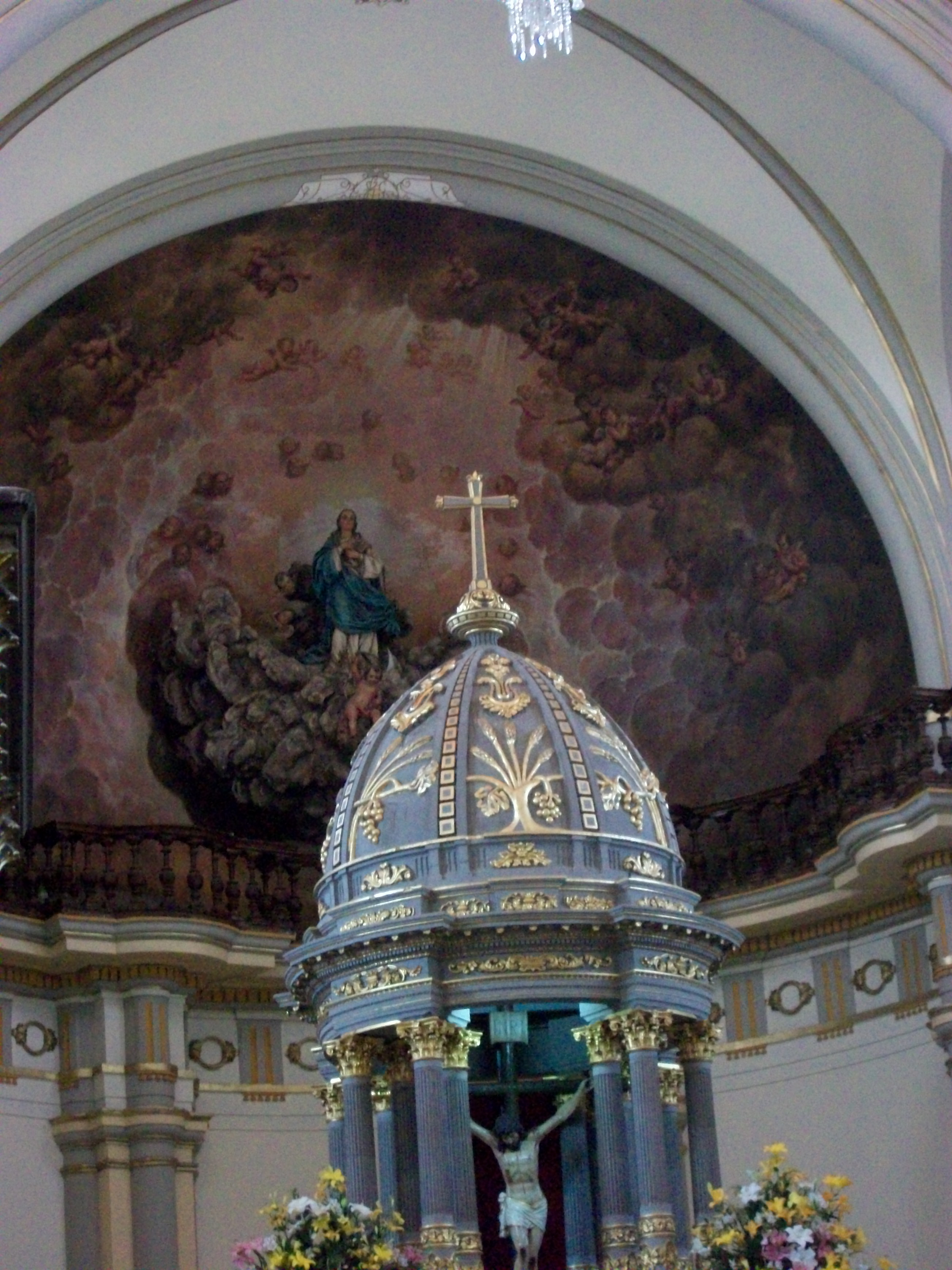
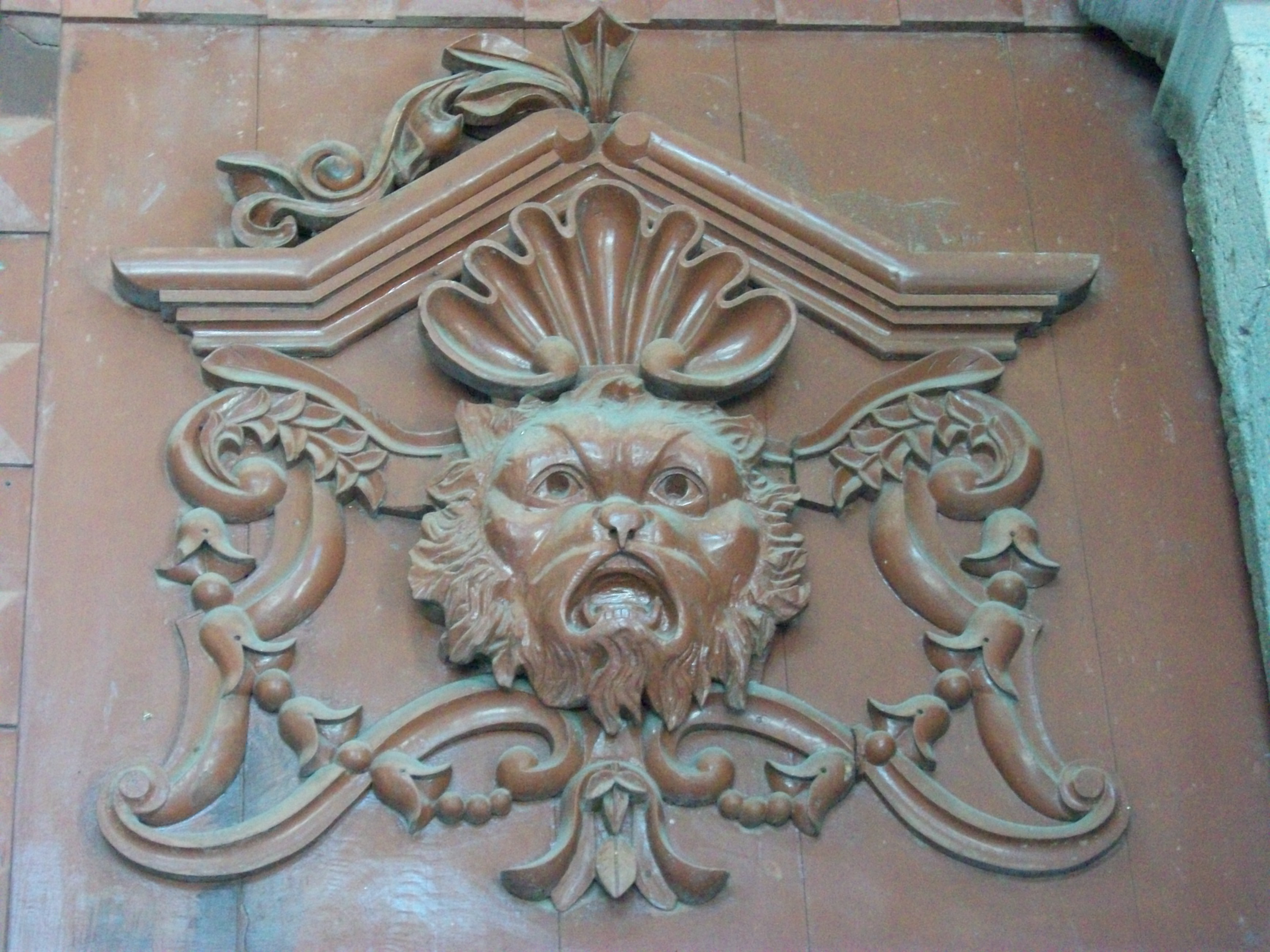
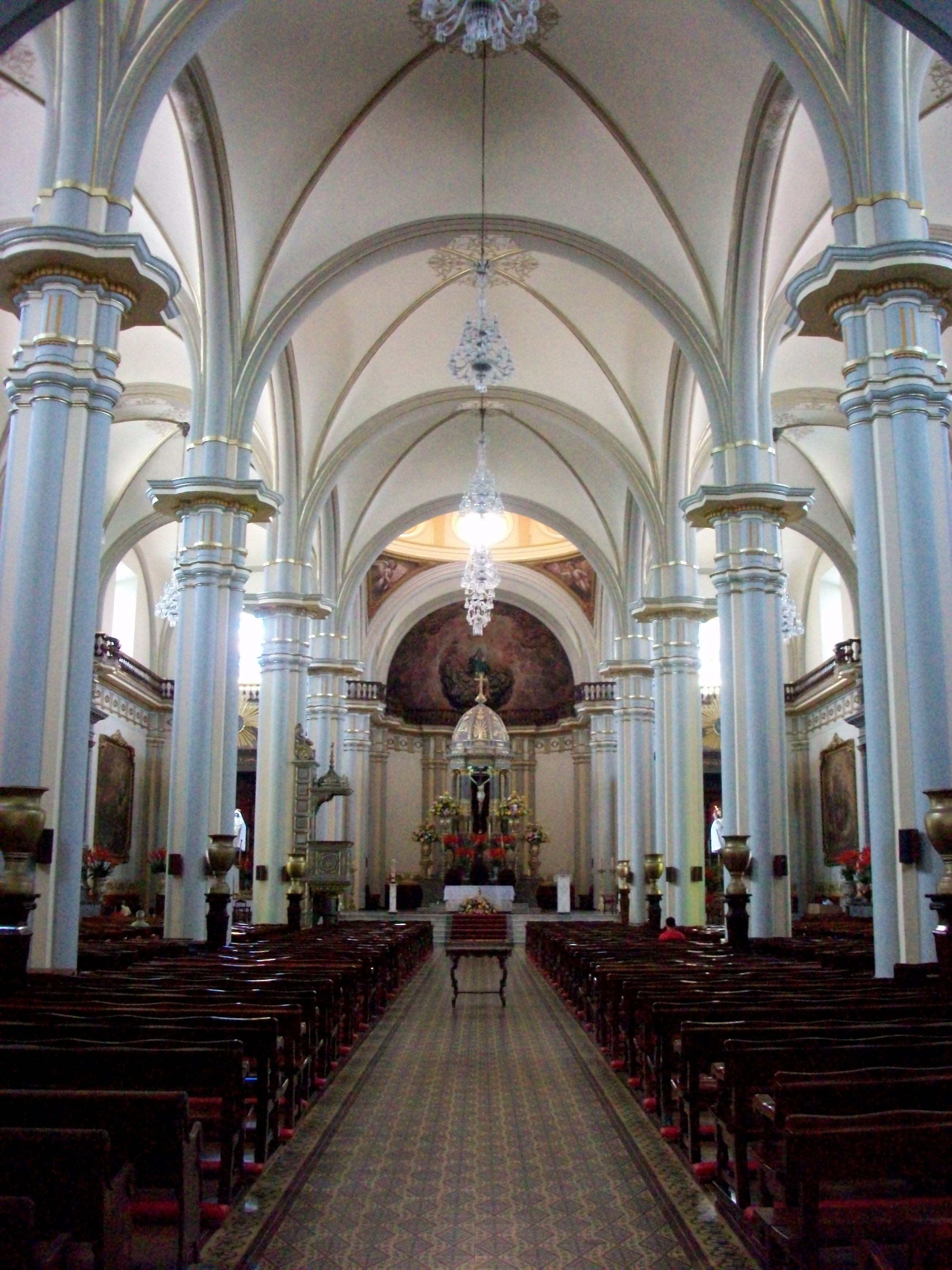